# Лилинтал
Лилинтал (њем. Lilienthal) општина је у њемачкој савезној држави Доња Саксонија. Једно је од 11 општинских средишта округа Остерхолц. Према процјени из 2010. у општини је живјело 18.239 становника. Посједује регионалну шифру (AGS) 3356005.

## Географски и демографски подаци
Лилинтал се налази у савезној држави Доња Саксонија у округу Остерхолц. Општина се налази на надморској висини од 0–12 метара. Површина општине износи 72,1 km². У самом мјесту је, према процјени из 2010. године, живјело 18.239 становника. Просјечна густина становништва износи 253 становника/km².

## Међународна сарадња
| Мјесто     | Држава    | Врста сарадње | Од    |
| ---------- | --------- | ------------- | ----- |
|            | Пољска    | контакт       | 1988. |
| Штадсканал | Холандија | партнерство   | 1971. |
| Амеренвил  | Француска | партнерство   | 1993. |
| Извор      |           |               |       |